# Cafisse
Der Cafisse war ein Volumen- und Getreidemaß in Nordafrika. Andere Bezeichnungen waren Caffis, Catisse und Casisse. Der Cafisse  entsprach etwa 5 bis 6 Scheffel. In Algier gehörte er zu den auch nach der Einführung französischer Maße und Gewichte am 1. März 1843 geduldeten Maßen.
- Algier 1 Cafisse = 3,27465 Hektoliter[2]
- Algier 1 Cafisse = 16.112 Pariser Kubikzoll
- Tripolis 1 Cafisse = 16.472 Pariser Kubikzoll
- Tunis 1 Cafisse = 18.051 Pariser Kubikzoll